# 11615 Naoya
11615 Naoya (1996 AE4) là một tiểu hành tinh vành đai chính được phát hiện ngày 13 tháng 1 năm 1996 bởi K. Endate và K. Watanabe ở Kitami.